# Czesław Fudalej
Czesław Leon Fudalej (ur. 3 lutego 1940 w Łodzi) – polski piłkarz i trener piłkarski.

## Życiorys
Jest wychowankiem Cracovii Kraków. W latach 1958–1959 rozegrał 18 meczów w I lidze w barwach Cracovii i którą reprezentował do 1962 roku. W późniejszym okresie grał w Unii Tarnów (1960–1961), Starcie Łódź (1961–1965), Stali Kutno (1965–1966) i Górniku Konin (1966–1967).
Ukończył studium trenerskie na Akademii Wychowania Fizycznego w Katowicach. Trenował m.in. kluby takie jak: Stal Niewiadów (1977), Concordia Piotrków Trybunalski (1978–1979), Włókniarz Pabianice (1982–1984), Korona Kielce (1985), GKS Bełchatów (1985–1988), CKS Czeladź (1988–1989), Widzew Łódź (1989) i Górnik Konin (1993).
W 1998 był kierownikiem Bzury Ozorków.

### Wyróżnienia
- Medal „Zasłużony dla Bełchatowa” (1987)[13]